# Stroești, Vâlcea
Stroești este satul de reședință al comunei cu același nume din județul Vâlcea, Oltenia, România.
Comuna Stroești are coordonatele geografice 45°08'49'' N, 23°91'09''E.  Comuna este situată la 76 km distanță de Municipiul Râmnicu Vâlcea, 15 km distanță de Horezu și 15 km distanță de Berbești
Mai precis, este situată în partea central-vestică a județului, în Subcarpații Olteniei, la poalele de vest ale Măgurii Slătioarei, pe valea Râului Cerna.
Din punct de vedere al  reliefullui, comuna Stroești se află în zona de deal. Comuna Stroești se învecinează cu Munții Căpățânii, cunoscuți și ca Vârful lui Roman. Suprafața terenului pe care este așezată comuna Stroești este aproape plană.
Datorită poziției sale geografice, comuna Stroești se caracterizează printr-un climat continental moderat. Temperatura medie anuală în comuna Stroești este de aprox. 8°C, minima absolute a fost de aprox. -31°C, iar maxima absolute aprox. de 39°C. Regimul precipitațiilor în comuna Stroești este de 900 mm/an. În privința nebulozității, în comuna Stroești numărul mediu al zilelor dintr-un an cu cer senin este de 56,3, iar cel al zilelor cu cer acoperit este de 107. Calmul atmosferic predomină în comuna Stroești, viteza anuală a vântului fiind de 3,5-4 m/s.
Prin comuna Stroești trece râul Cerna care este un curs de apă, afluent al râului Olteț și care invorăște din Munții Căpățânii.
Solurile sunt pseudorendzine, brune si negre de fâneață umedă.
 Acest articol despre o localitate din județul Vâlcea este deocamdată un ciot. Puteți ajuta Wikipedia prin completarea lui.